# Scinaxinae
Sous-famille
Les Scinaxinae sont une sous-famille d'amphibiens de la famille des Hylidae. Elle a été créée par Duellman, Marion et Hedges en 2016.

## Répartition
Les espèces des quatre genres de cette sous-famille se rencontrent en Amérique du Mexique à l'Argentine.

## Liste des genres
Selon Amphibian Species of the World (9 juin 2017) :
- Julianus Duellman, Marion & Hedges, 2016
- Ololygon Fitzinger, 1843
- Scinax Wagler, 1830
- Sphaenorhynchus Tschudi, 1838

## Publication originale
- Duellman, Marion & Hedges, 2016 : Phylogenetics, classification, and biogeography of the treefrogs (Amphibia: Anura: Arboranae). Zootaxa, no 4104, p. 1–109.